# Кенан і Кел
Кенан і Кел (англ. Kenan & Kel) — американський ситком про двох чиказьких підлітків, ролі яких виконали Кенан Томпсон і Кел Мітчелл, що виходив в ефір на телевізійному каналі Nickelodeon. В Україні серіал «Кенан і Кел» транслювався на телеканалі ICTV. Серіал тривав чотири сезони, загалом було знято 61 серію й один повнометражний фільм під назвою «Дві голови краще, ніж жодної».
Ідея створення шоу належить Браянові Робінсу, який побачив між молодими акторами Кенаном Томпсоном і Келом Мітчеллом відмінне взаєморозуміння на зніманнях шоу «Всяка всячина», творцем якого у свою чергу був Кім Бас.
Кожна серія «Кенана і Кела» починається з виконання репером Coolio композиції «Aw, Here It Goes», знятої у Нью-Йорку на тлі Унісфери у парку «Флашинг-Медоус — Корона-парк».

## Сюжет комедії
Кенан Рокмор — учень старшої школи, який працює в крамниці «У Рігбі» (англ. Rigby's). Кел Кімбелл — його найкращий друг, який і дня не може прожити без оранжаду. Кріс Поттер (Ден Фрішмен) — бос Кенана у крамниці. Кенан живе в Чикаго зі своєю матір'ю Шеріл (Тіл Марченд), лисим батьком Роджером (Кен Форі) і його обожнюваною сестрою Кірою (Ванесса Баден). Кенан і Кел вічно потрапляють у несподівані ситуації через шалені ідеї Кенана та незграбність Кела…

## Дійові особи

### Головні персонажі
Кенан Рокмор (Кенан Томпсон)
Кенан — найкращий друг Кела. Кенан досить розумний, але рідко виконує домашнє завдання. Часто він проводить свій час, вигадуючи нові авантюри, такі як перетворення крамниці, в якій він працює, в нічний клуб, або доводить усім, що Кел володіє паранормальними здібностями. Своїми вчинками він часто дратує батьків і шефа. Після того, як трапляється якась неприємність, Кенан питає «Чому?!», що є його відмітною рисою. В кінці кожної серії Кенан вигадує нову привабливу справу та повідомляє Келові речі, які той має взяти, та місце зустрічі, наприклад: «Келе, візьми вівсяну кашу, дошку для серфінгу, отруту для тарганів і чекай на мене у таємничому сховку. Ворушися, бовдуре!». Такі фрази спантеличують Кела.
Кел Кімбелл (Кел Мітчелл)
Кел є найкращим другом Кенана. Переважно через Кела друзі потрапляють у різні ситуації. Кел всього лише звичайний підліток, який обожнює оранжад. У кожній серії він повторює свою характерну фразу: «Хто любить оранжад? Кел любить оранжад… Це правда? Це правда? Угу-ммм… люблю-люблю-люблю-у-у». Кел трохи дурний, але попри це він набрав 98 очок у тесті IQ. Також у Кела є талант художника. Батьки Кела — дуже зайняті вчені, тому Кел часто відвідує будинок Кенана та залишається ночувати. Батькові Кенана це не до душі, оскільки Кел постійно прагне його травмувати. Попри те, що Кел відмовляється брати участь у задумах Кенана, так чи інакше вони потрапляють у халепи разом. На початку та кінці кожного шоу Кел промовляє свою коронну фразу: «О, почалося!».
Кіра Рокмор (Ванесса Баден)
Кіра — молодша сестра Кенана, закохана в Кела. Кіра часто перериває Кенана словами «Я говорила з Келом!». Вона не з'являється у більшості серій третього та четвертого сезонів, навіть у сценах, в яких бере участь уся родина Рокморів. Але вона все ж з'являється у фінальному епізоді та повнометражному фільмі.
Роджер Рокмор (Кен Форі)
Роджер — голова родини Рокморів, батько Кенана та Кіри. Йому не в радість щоденні візити Кела, оскільки зазвичай ні до чого доброго вони не призводять. Роджер — людина темпераментна, тому поведінка Кела дуже часто у нього викликає напади люті. В багатьох випадках причиною цьому стають саркастичні насмішки Кела щодо його лисини та те, що Кел постійно прагне щось зламати у будинку Рокморів і когось покалічити. Роджер працює в місцевому аеропорті диспетчером авіарейсів. Його коронна фраза, що звернена до Кела: «Геть звідси, зараз же, Келе!!!».
Шеріл Рокмор (Тіл Марченд)
Шеріл — мати Кенана та Кіри. Шеріл можна назвати доброю жінкою, яка ставиться до Кела набагато краще, ніж її чоловік Роджер. Шеріл більше слухає, ніж говорить, рідко коли обговорює з Кенаном проблеми, що його хвилюють, однак у деяких серіях виказує свій гнів.
Кріс Поттер (Ден Фрішмен)
Крис є володарем невеликого гастронома У Рігбі та босом Кенана. Він живе з матір'ю, яка, попри часте згадування Крісом, жодного разу не з'являється в шоу. Кенан і Кел дуже часто завдають клопотів Крісові. Його часто мучить нічний кошмар, у якому його переслідує гігантський кролик; це показано в одній із серій першого сезону «Mental Kel Epathy».

### Інші персонажі
Шарла Моррісон (Алексіс Філдс)
Шарла з'явилася в шоу на початку третього сезону в ролі нової співробітниці крамниці «У Рігбі». Кріс найняв її, оскільки вважав, що Кенан не в змозі впоратися з роботою самостійно. На роботі Шарла закохалася в Кенана, але він так цього і не зрозумів, доки вона сама не сказала. Кенан і Шарла розуміють, що кохають одне одного, лише по завершенню школи. Проте в подальшому їх коханню увага не приділяється, хоча в останньому сезоні шоу в Кенана і Шарли було побачення.
Місіс Квекмайр (Дорін Віз)
Етель Квекмайр — старенька покупчиня крамниці У Рігбі, весела та добродушна, проте в багатьох випадках дозволяє вдарити Кріса за неналежну, на її думку, поведінку з нею. Починаючи з третього сезону, персонажка не з'являвся в шоу.
Марк Крам (Б'яджіо Мессіна)
Марк з'являється у третьому сезоні в ролі жадібного колекціонера годинників. Він також живе разом зі своїми батьками, та відрізняється від інших персонажів своїм незвичним говором. Також його ім'я є паліндромом.

### Спеціальні гості
Рон Гарпер, баскетболіст НБА, який у той час захищав кольори Чикаго Буллз, грав роль самого себе. Він зайшов до крамниці Кріса «У Рігбі» та отримав травму, послизнувшись на калюжі оранжаду, розлитого Келом.
Білл Белламі, а також виконавиця RnB Темія також з'являлися в шоу і також у ролі самих себе.
Брітні Спірс і Девід Алан Граєр грали роль самих себе в серії «Здається, ми в Голлівуді!» (англ. Aw, Here It Goes To Hollywood). Кенан і Кел планували провести канікули в деякому європейському містечку Амстербург із батьками Кенана, але помилково сіли не в той літак і опинилися в Голлівуді. Там вони зустрілися з Брітні Спірс, Девідом Аланом Граєром і врешті з'явилися на шоу Джулі Браун. Кел випадково потрапив до гримерки Брітні і, прикинувшись стилістом зачісок, зробив на голові Брітні потворну шевелюру.
Рондел Шерідан, також відомий роллю Андре в іншому серіалі Nickelodeon Кузен Скітер, грав роль поліцейського, схожого на Кенана.

## Дубляж
Українською мовою перекладено на замовлення телеканалу ICTV.